# زاركينت
زاركينت هي مدينة، تتبع Panfilov District, Kazakhstan ‏، هي عاصمة Panfilov District, Kazakhstan ‏، بلغ عدد سكانها 33٬350 نسمة، في 2009.